# Nickelodeon Studios
Nickelodeon Studios, известная также как Nickelodeon Studios Orlando — американская телестудия и семейный аттракцион в «Universal Studios Florida». Студия принадлежала каналу «Nickelodeon». 30 апреля 2005 года была закрыта.

## История
В 1988 году Nickelodeon присоединился к команде USF, чтобы создать первое шоу в этой студии. Весной 1989 года в ней проходили съёмки этого шоу. 7 июня 1990 года состоялось открытие телестудии «Nickelodeon Studios». Студия состояла из 18 и 19 павильонов, а также из центрального здания между ними, где располагались 2 производственных офиса Nickelodeon, раздевалки, гримёрки и кухня. 
К осени 2001 года в студии снизилось количество работников (до двухзначного числа) и посетителей. Большинство сериалов канала Nickelodeon стало производиться в телестудии «Nickelodeon on Sunset», в Голливуде, штат Калифорния. В 1992 году была погребена капсула времени от Никелодеона. В ней содержатся предметы, которые считаются важными для детей 1992 года, такие как жевательная резинка, комиксы, скейтборд, телефонная книга, кассеты фильмов «Назад в будущее» и «Один дома», различные фотографии велосипедов и автомобилей, кусок Берлинской стены, Game Boy, футболка Nicktoons, Барби, Nickelodeon Magazine, Twinkie, кроссовки Reebok Pump и копия Красной книги. Эта капсула времени будет вскрыта 30 апреля 2042 года. 
30 апреля 2005 года студия была закрыта.

## Фильмография

### Сериалы
- All That (1 и 2 сезоны) (1994-1996)
- Кларисса (1991-1994)
- Fifteen (1991-1992)
- Привет дорогая, я дома! (1991-1992)
- Кинан и Кел (1 и 2 сезоны) (1996-1998)
- Мой брат и я (1994-1995)
- Ной знает лучше (2000)
- Roundhouse (1 сезон) (1992-1993)
- Добро пожаловать, первокурсники (1991-1994)

### Игровые шоу
- Double Dare (1986-1987; 1990; 1992-1993; 2000)
- Nickelodeon Arcade (1992-1993)
- Nickelodeon Guts (1992-1994)
- What Would You Do? (1991–1993)

### Мультсериалы Nick Jr.
- Замок Эврики (1990-1992)
- Окно Аллегры (1994-1996)
- Остров Гулла-Гулла (1994-1998)